# Хелоуин
Вижте пояснителната страница за други значения на Хелоуин.
Хелоуин (на английски: Halloween, също All Hallows' Eve или All Saints' Eve) е празник, който се провежда на 31 октомври.

## Произход
Началото си Хелоуин води от келтския езически ритуал Сауин (Samhain) – фестивал на плодородието и новогодишен празник, празнуван в края на октомври. Тогава, според вярванията на древните келти, в нощта срещу новата година, починалите през изминалата навестяват света на живите, в търсене на живи тела, в които да се вселят. За да се предпазят, хората гасят огъня в огнищата си и се събират около огньовете, палени по случая от жреците-друиди, които устройват гадания. Събралите се се опитват да изглеждат колкото се може по-страшно, обличайки и надявайки животински кожи и глави, с намерението да изплашат привиденията и да ги отблъснат назад в света на мъртвите.

## Ритуали
Подобни на първоначалния езически обред, свързан с Хелоуин, са тези характерни за кукерството, където присъстват същите атрибути – маски с рога и зловещо изражение, животински кожи, но при тях целта е гонене на злото, а не на душите на мъртвите, за които поначало се предполага, че вселяването им е нещо лошо, оттам същото се разпростира с времето и върху Хелоуин (гонене на злите сили).
В по-късните вариации на празника е развита насоченост към изпълнение на обичая преди всичко от деца – в резултат се набляга основно на забавната им страна. Те носят „страшни“ (но главно – шеговити, макар и обикновено изобразяващи разни зловещи фигури, като вещици и караконджули) или възприемани повече като магически, приключенски и екстравагантни костюми и маскировки, но също носещи известен страховито-смешен заряд (например на принцеси, пирати, феи, супер-герои или симпатични животни), обикалят, често в ръка с тиквени фенери, насам-натам и искат бонбони и сладки, предупреждавайки, че ако не ги получат, ще „изиграят номер“ на неотзивчивите (популярен е изразът: "Лакомство или пакост?", но с идеята произнасящите го да получат нещо вкусно, дори и ако човекът не е уплашен от възможността да сторят някоя беля).

## Празници на Вси светии
Въпреки характерните за християните вярвания във възможността за контакт с душите на починалите (например в обстановката на задушница), в наличието на бродещи зли сили (например – вампири) и въобще в силата на магията, както и в неспирното общение между земния и небесния свят (най-вече посредством ангелите и светците), по-близко до каноническото разбиране е, че едно такова връщане на мъртвите сред живите, като залегналото в основата на Хелоуин, не е възможно (предвид представите около Страшния съд).
Същевременно Хелоуин е 1 ден преди честването на католическия ден на Вси светии и поради това представите за тях се смесват. Самата дата е избрана нарочно – през 835 г. папа Григорий IV, в опит да замени съществуващия езически ритуал, утвърждава 1 ноември като Ден на Вси светии в католицизма, като ден за прослава на всички християнски светци и мъченици. Оттам произхожда и названието Хелоуин – нощта преди/навечерието на Деня на Вси Светии.
В православието празникът на Вси светии е Неделя на всички светии и се отбелязва през пролетта, в първата неделя след Петдесетница. Празникът на българските Вси светии е специално на втората неделя след Петдесетница.